# HeartBeat (公司)
Heartbeat（ハートビート）是日本电子游戏开发商，由参与FC游戏机平台《勇者斗恶龙III》开发的山名学于1992年创立。Heartbeat以开发勇者斗恶龙系列第六作与第七作而知名，同时亦参与了《勇者斗恶龙IV》PlayStation重制版的开发。公司曾计划将该PlayStation重制版进行北美本地化，但由于员工决定休假而停止。公司表示原因是“开发成本的提高”，尽管公司的游戏获得了大规模的财政成功。2002年2月1日，公司宣布退出游戏制作业并解散。2002年8月，山名创立了新公司Genius Sonority，并为任天堂开发游戏。

## 游戏

### 超级任天堂
- 《勇者鬥惡龍III 接著邁向傳說》（重制版）
- 《勇者斗恶龙VI 幻之大地》

### PlayStation
- 《勇者斗恶龙VII 伊甸的战士们》
- 《勇者斗恶龙IV 被引导的人们》（重制版）